# Marozia

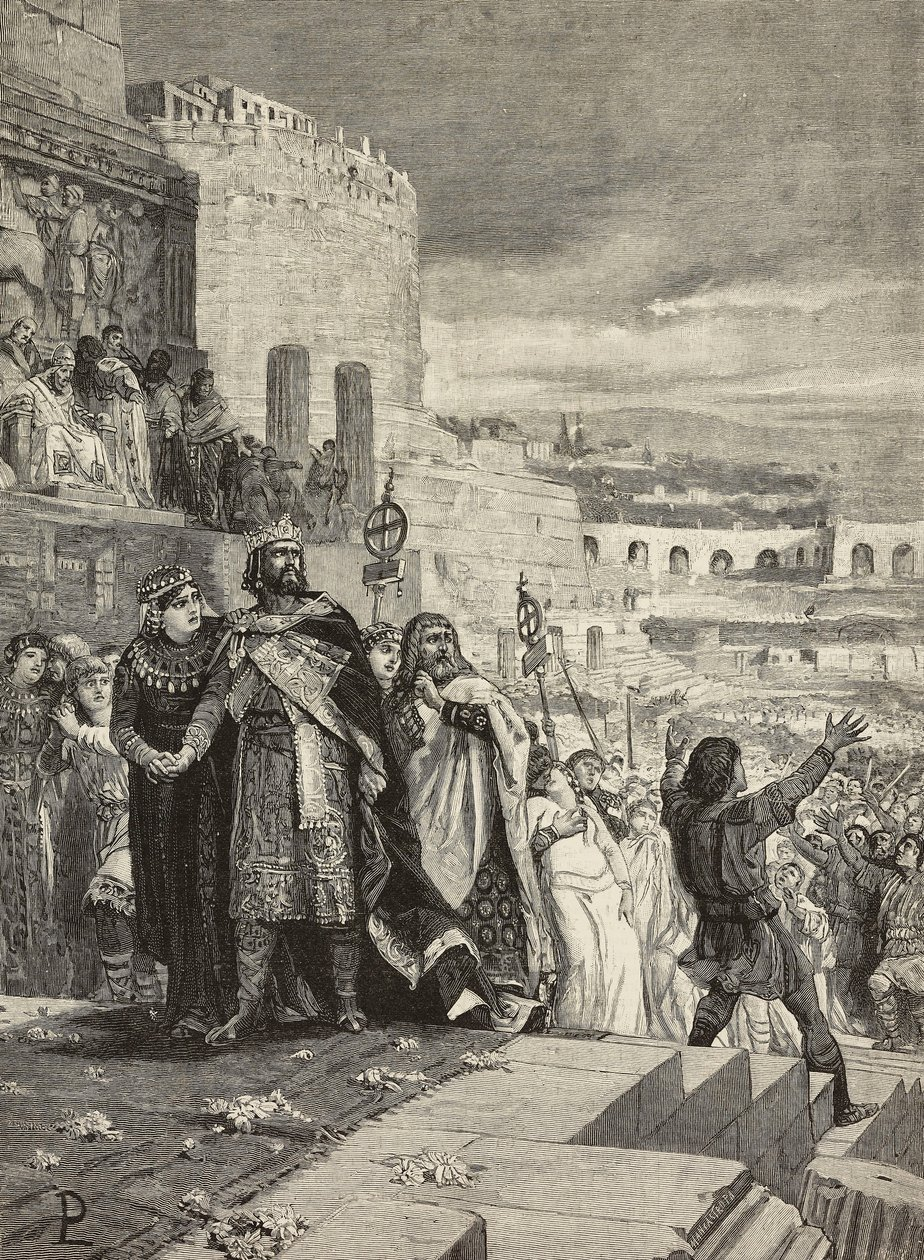
Marozia és Hugó esküvőjét ábrázoló grafika

Marozia (892 körül-937 körül) itáliai nemesasszony, Theophylaktus pápai kincstárnok és római konzul, valamint Theodóra lánya. Szépségének és vagyonának köszönhetően hatalmas befolyással rendelkezett a korszak itáliai politikájára. Az ő fiai XI. János pápa és II. Alberich spoletói herceg.

## Fiatalkora
Több forrás szerint már 15 éves korában III. Szergiusz pápa szeretője lett; állítólag tőle fogant fia, a későbbi XI. János pápa. Anyja, Theodóra befolyásos és becsvágyó nő volt, ő tette pápává szeretőjét, X. Jánost. Tőle kapta meg Marozia a római „Patricia et Senatrix” (patrícius és szenátornő) címet. Maróziát erősen befolyásolta anyja, aki ellenőrzése alatt tartotta a római politikát, a "pornokrácia" gúnynévvel illetett pápaságot.

## Házasságai és hatalomra jutása
Marozia háromszor házasodott meg. Először I. Alberich spoletói herceghez ment feleségül 905-ben vagy 909-ben. Ebből a 924-ig vagy 926-ig tartó házasságból született 911 vagy 912 körül a későbbi II. Alberich.
I. Alberich halála után Guido toszkánai őrgrófhoz ment feleségül, akinek a segítségével szembefordult X. Jánossal, akit elfogatott, koholt vádakkal az Angyalvárba záratott, és ott valószínűleg meg is ölette. Ezután nyíltan uralkodott Rómában, és bábjait tette meg pápának.
Guido 929-ben bekövetkezett halála után Hugó itáliai királyhoz ment feleségül. Ebből a házasságból egy lánya született, aki sosem ment férjhez. 931-ben fiát tette meg pápának XI. János néven.

## Bukása
932-ben első házasságából született fia, II. Alberich anyja ellen támadt; elfogatta őt és XI. Jánost. Marozia (és János is) a fogságban halt meg.